# Witold Czarnecki
Witold Wojciech Czarnecki (Murowana Goślina; 12 de Abril de 1953 — ) é um político da Polónia. Ele foi eleito para a Sejm em 25 de Setembro de 2005 com 12826 votos em 36 no distrito de Kalisz, candidato pelas listas do partido Prawo i Sprawiedliwość.